# Đảo Siayan

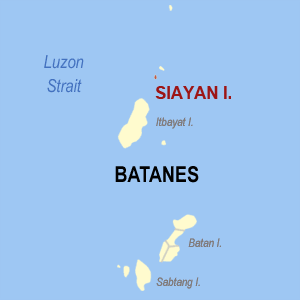
Siayan hoặc đảo Ditarem

Đảo Siayan là một trong những đảo thuộc quần đảo Batanes. Trong ngôn ngữ địa phương thì đảo được gọi là Ditarem,. Đảo nằm cách 5 miles (8 km) về phía bắc - đông bắc đảo Itbayat. Đảo gần nhất là Mabudis, cách khoảng 11⁄2 dặm về phía bắc - đông bắc của đảo Siayan.
Siayan có độ cao 538 ft (164 m) và được Viện Núi lửa và Địa chấn Philippines liệt vào danh sách những ngọn núi lửa không hoạt động.